# Ramona Barrufet i Santacana
Ramona Barrufet i Santacana (Juneda, les Garrigues, 9 d'octubre de 1959) és una professora, sindicalista i política catalana, diputada al Parlament de Catalunya en la IX, X i XI legislatures. Ha estat també la Secretària Quarta de la Mesa del Parlament de la XI legislatura.

## Biografia
És diplomada a l'Escola de Magisteri de la Universitat de Lleida i ha treballat com a professora de música i de francès. És membre de l'executiva de FETE-UGT de les Terres de Lleida i vicepresidenta de la Fundació Maria Aurèlia Capmany de la UGT. Va ser militant de Convergència Democràtica de Catalunya des de 1981. Des de les eleccions municipals espanyoles de 1999 és regidora de l'ajuntament de l'Arbeca, del qual va ser alcaldessa de 2005 a 2007. De 2003 a 2011 va ser membre del Consell Comarcal de les Garrigues i de 2003 a 2012 presidenta comarcal de CDC de les Garrigues.
Va ser escollida diputada a les eleccions al Parlament de Catalunya de 2010 i 2012. Va ser portaveu del grup parlamentari de CiU en la Comissió d'Ensenyament i Universitats del Parlament.
A les eleccions al Parlament de Catalunya de 2015 va formar part de la candidatura Junts pel Sí per la província de Lleida. i va ser escollida secretària quarta de la Mesa. Va ser processada per un delicte de desobediència per haver votat a la Mesa del Parlament a favor de la tramitació de la Llei del referèndum. Com els altres membres de la Mesa processats, l'any 2020 Barrufet va ser condemnada a vint mesos d'inhabilitació per càrrec públic electe i a una multa de 30.000 euros.